# Első Nemzeti Közműszolgáltató
Az ENKSZ Első Nemzeti Közműszolgáltató Zrt. (röviden: ENKSZ) a Magyar Állam tulajdonolta, nemzeti közműszolgáltató cég volt, amely a FŐGÁZ szolgáltatási területeinek országos szintűre bővítésével tudott létrejönni. Létrehozásának politikai célja a rezsicsökkentés fenntartása volt, oly módon, hogy versenyképes árakat kínáljon vetélytársaival szemben és megteremtse az országosan egységes, központi irányítású közműszolgáltatásokat. Az állami tulajdonlás a Magyar Fejlesztési Bankon (MFB) keresztül valósult meg, mely 100%-os részesedéssel bírt az új társaságban.
Induláskor még csak lakossági földgázellátásban nyújtott szolgáltatást, de a kormány terveiben már akkor az szerepelt, hogy 2016-ig áramot, később pedig távhőt is szolgáltat majd. A gázárcsökkenést a tényleges gázigényhez igazított gázmérőkkel, azaz az indokolatlanul nagy névleges térfogatáramú (m3/h) mérők kisebbre cserélésével kívánták elérni.
A kormány – a Fidesz javaslatára – 2015. január 22-én fogadott el határozatot a február 18-ai indulásról. A cég 2015. április 1-jén kezdte meg valódi működését. Az alkalmazottak számát a növekedési fázisban is végig 50 fő alatt szerették volna tartani.
Az ENKSZ 2016. december 5-én adásvételi szerződést írt alá a DÉMÁSZ Zrt. 100%-os részvénycsomagjának megvásárlásáról a DÉMÁSZ International S.A.S.-val, amely tranzakció 2017. február 1-jével sikeresen lezárult. A vállalat új neve 2017. március 1-jétől DÉMÁSZ Zrt. lett.
A kormány a 146/2017. (VI. 12.) rendeletével átalakította az ENKSZ tulajdonosi struktúráját úgy, hogy a FŐGÁZ 100%-os részvényhányada az MFB-től az ENKSZ tulajdonába került. A cég neve is ekkor változott meg Nemzeti Közművekre.